# 等誦経
『等誦経』（とうじゅきょう、巴: Saṅgīti-sutta, サンギーティ・スッタ）とは、パーリ仏典経蔵長部の第33経。『結集経』（けつじゅうきょう）とも。
類似の伝統漢訳経典としては、『長阿含経』（大正蔵1）の第9経「衆集経」、『大集法門経』（大正蔵12）がある。

## 構成

### 登場人物
- マッラ族の人
- 釈迦
- サーリプッタ（舎利佛・舎利子）

### 場面設定
ある時釈迦は、マッラ国のパーヴァーに500人の比丘と共に滞在していた。
そこにマッラ族の者が現れ、ウッバタカという新しい公会堂の寄進を申し出る。釈迦は受け入れる。
釈迦はサーリプッタに、その新公会堂に比丘を集めて説法するように命じる。
サーリプッタは、比丘たちに
- 1つの要素から成る法を2つ
- 2つの要素から成る法を33
- 3つの要素から成る法を60
- 4つの要素から成る法を50
- 5つの要素から成る法を26
- 6つの要素から成る法を22
- 7つの要素から成る法を14
- 8つの要素から成る法を11
- 9つの要素から成る法を6つ
- 10の要素から成る法を6つ

説く。
比丘たちは歓喜する。

## 日本語訳
- 『南伝大蔵経・経蔵・長部経典3』（第8巻） 大蔵出版
- 『パーリ仏典 長部（ディーガニカーヤ） パーティカ篇II』 片山一良訳 大蔵出版
- 『原始仏典 長部経典3』 中村元監修 春秋社